# Belmont-sur-Lausanne
Belmont-sur-Lausanne és un municipi de Suïssa del cantó de Vaud, situat al districte de Lavaux-Oron.